# Торговий центр Кароліна Рієкська
Торговий центр «Кароліна Рієкська» (хорв. Karolina Riječka commercial centre), колишній готель «Royal», розташований в місті Рієка (Хорватія) на вулиці Корзо № 9 і на вулиці Адамичева № 10. У літературі з'являються ще кілька назв цього будинку: "'фортеця «красуня»"' і "'Будинок Рошель"' (хорв. Kuča Rauschel). Ця будівля є пам'яткою міста Рієка.

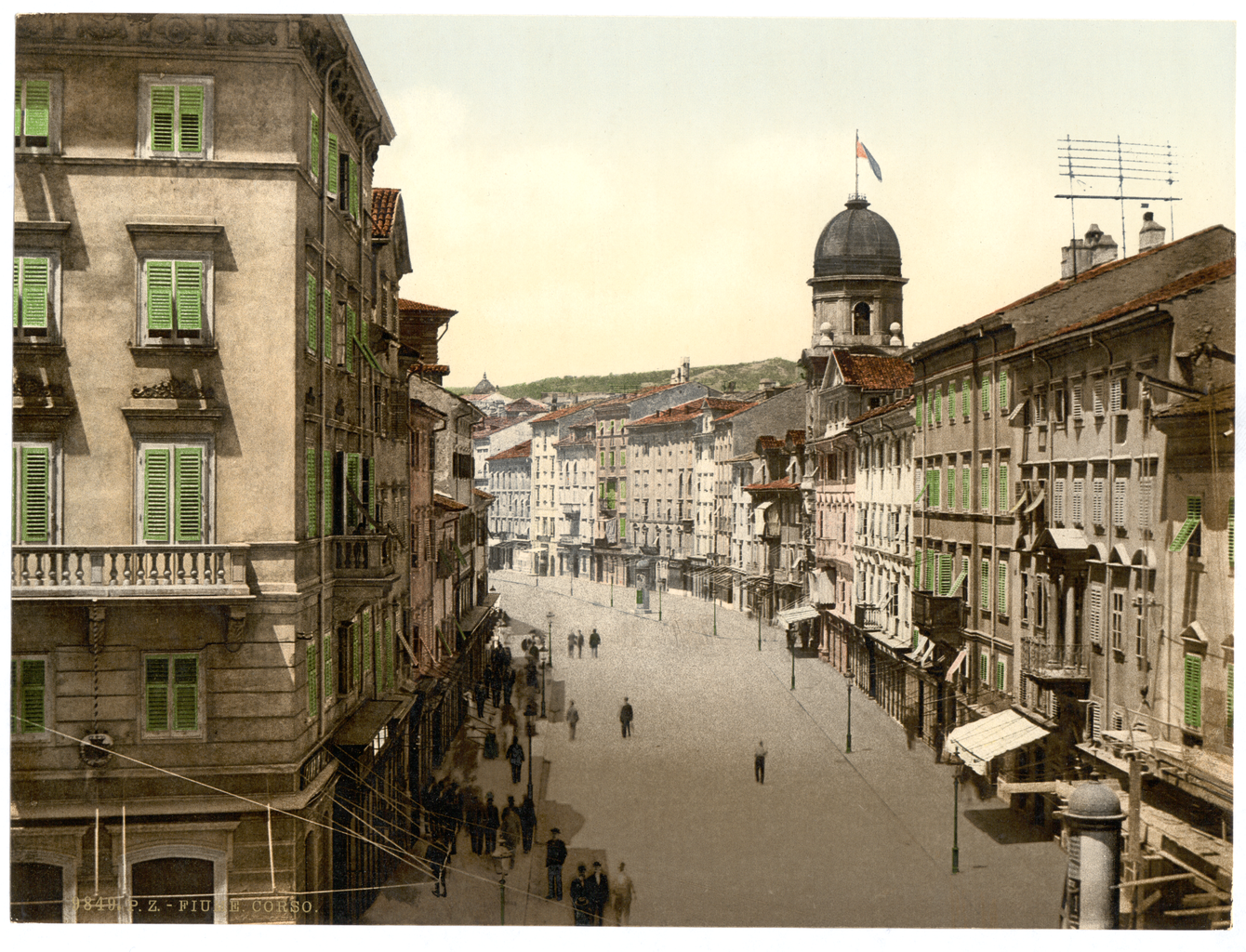
Східна частина вулиці Корзо в 1890-1900 рр. Зліва п'яту, білу будівлю в 1906 році перебудують під готель «Royal».

Кароліна Рієкська — одна зі святих міста Рієка.

## Будівництво

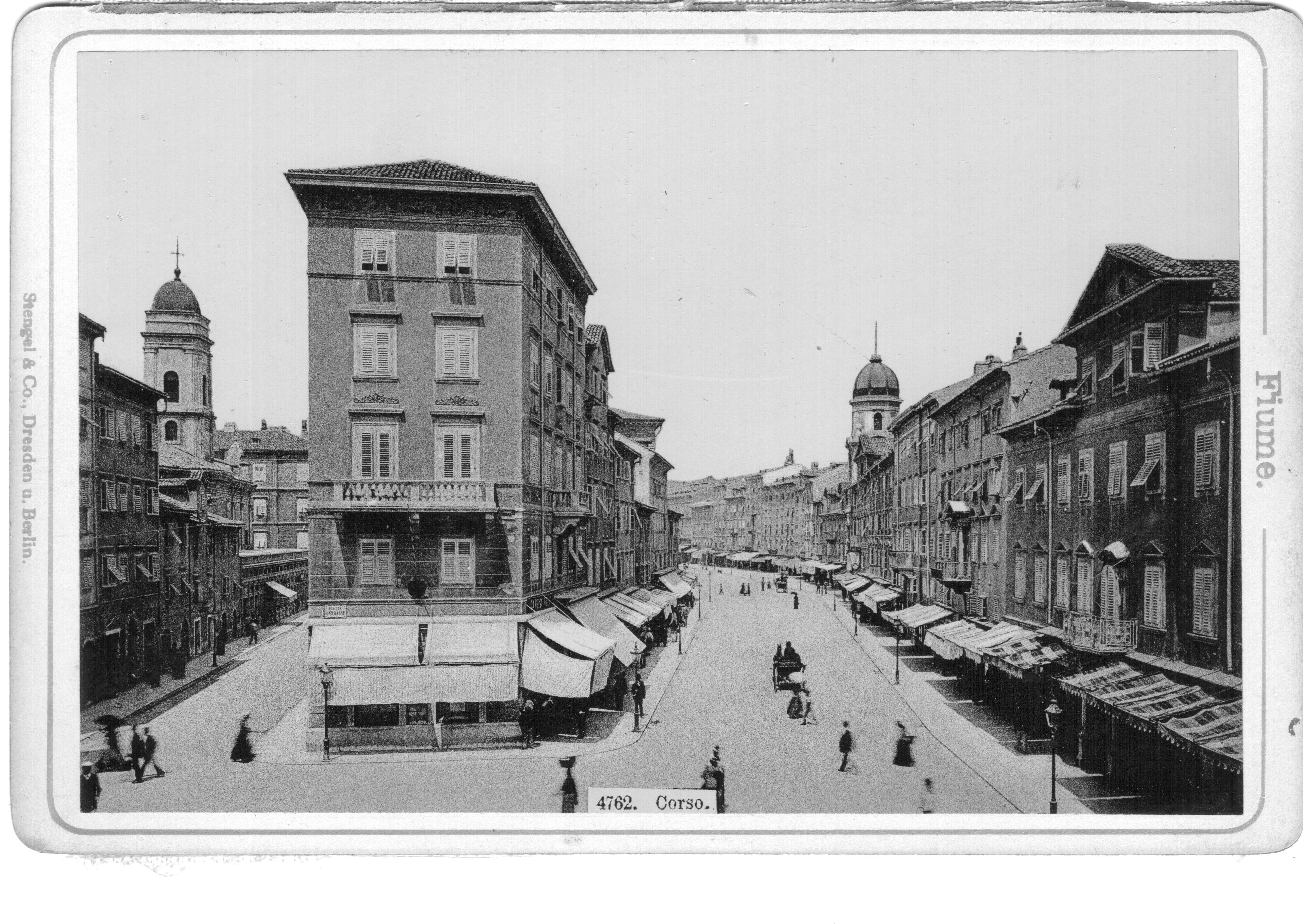
Вулиці Корзо і Адамичева до 1906 р. На Корзо п'яту зліва, білу будівлю в 1906 році перебудують у готель «Royal».

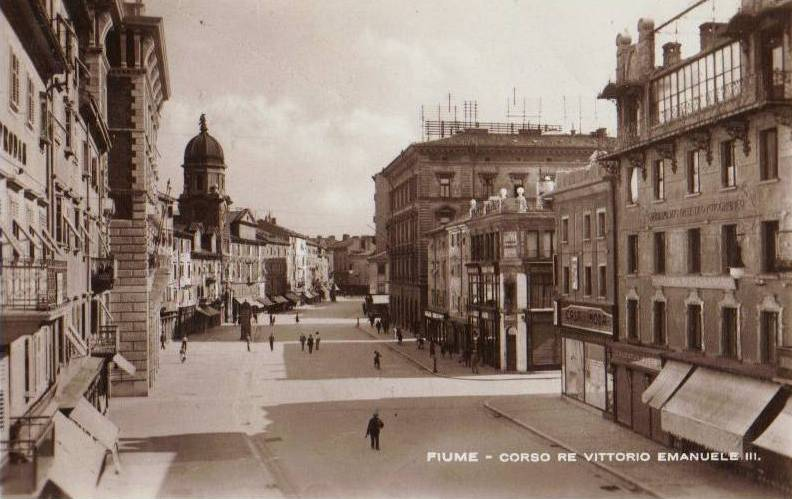
Корзо з готелем «Royal» після 1918 р.

Будівля з'явилася в Рієці на вулиці Корзо в 1906 році і була побудована за рахунок модернізації та перепланування більш скромного будинку, який тоді розташовувався на цій земельній ділянці. Будівництво замовив Франческо Рошель (англ. Francesco Rauschel), який хотів своїм будинком для готелю підкреслити красу і ширину центральній вулиці міста Рієка, вулиці Корзо. Архітектор Еміліо Амброзіні (англ. Emilio Ambrosini) (1845, за іншими джерелами 1950, Трієст — 1912, Відень), запропонував рішення в стилі модерн.
Після закінчення будівництва в будівлі розмістився готель «Royal».

## Опис будівлі
Фасад будівлі має досить відкритих балконів, а верхній поверх облаштован напівкруглими лоджіями. Прикрашають будівлю ковані огорожі балконів, лоджій і зовнішні стіни з мотивами квітів і візерунків, а також рельєфні прикраси у вигляді вінків із зображенням каштанового листя. З боку вулиці Корзо також красиво виглядають на будівлі гнуті ковані конструкції, що підтримують козирок даху.

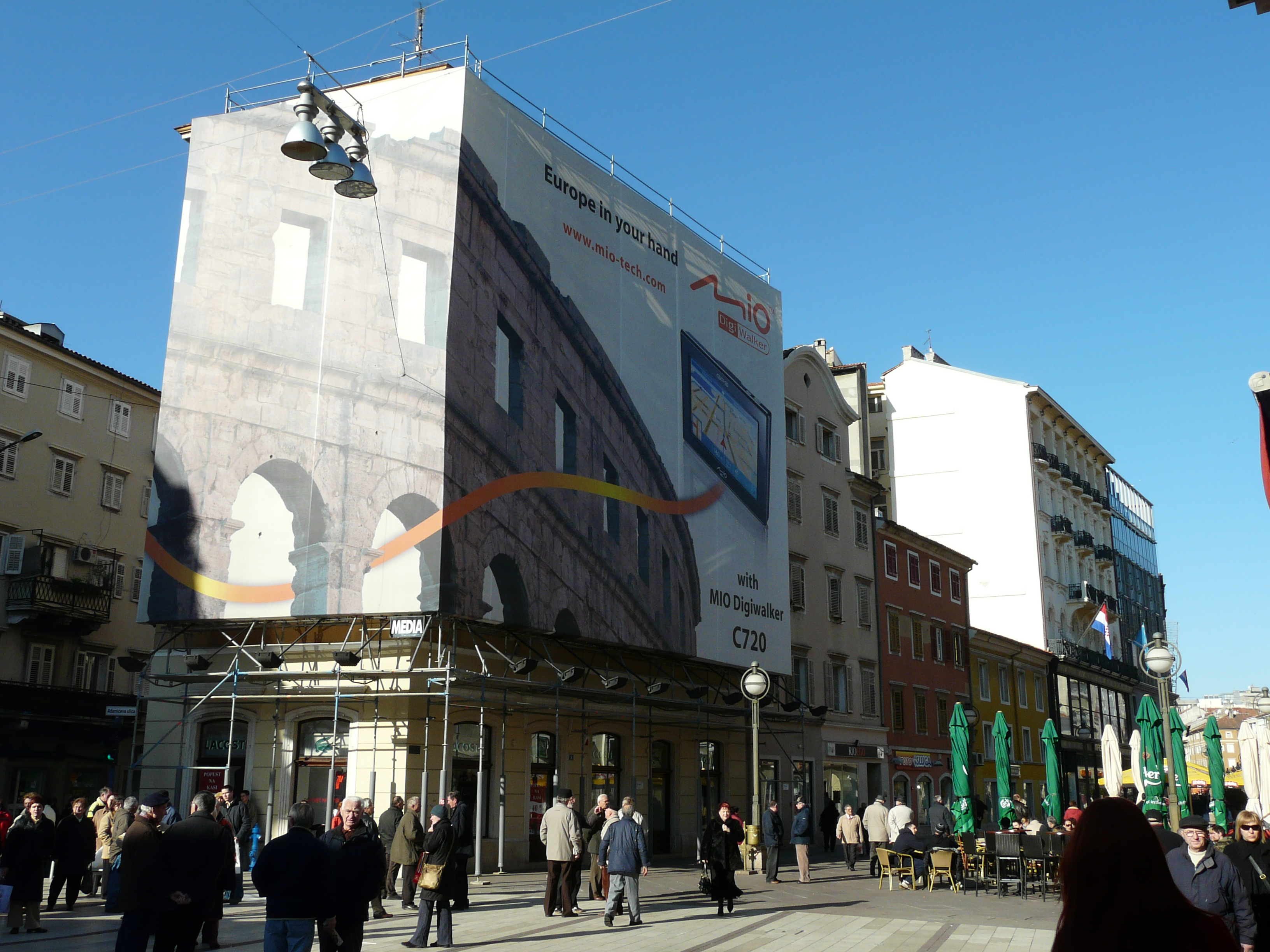
Вид на Корзо від площі Кула-Кола. Торговий центр «Кароліна Рієкська» виділяється серед будівель. Лютий 2008 р.

## Значущість будівлі і її використання
Цікаво, що наприкінці 1930-х років дозвіл на будівництво першого Хмарочоса в Рієці давали на основі досить чітких чинників, існуючих будівельних правил, які дозволяли будівництво настільки високих об'єктів у центрі міста. Успіх такого будівництва висоток також підтверджували побудовані раніше високі будівлі, так звані фортеці «красуні» зведені на початку XX століття на вулиці Корзо в Рієці, — це Будинок Рошель, сьогодні «Кароліна Риєкська», і Будинок Маттіаззі (1913), сьогодні «Sport Herutz».
В назві фортеця «красуня» немає нічого дивного, так як з самої появи цієї будівлі, як готеля «Royal», і до XXI століття воно стояло в оточенні триповерхових старих будинків і виглядало великим і красивим, як замок-фортеця. Риси готелю впізнаються і сьогодні в цій будівлі.
Перші два поверхи по вулиці Корзо в різний час займали різні фірмові магазини: в кінці XX століття ці два поверхи займав магазин «Nama», а сьогодні тут фірмовий магазин «Magna» і стіни цих двох поверхів обернули чорними фальш-стінами з вітринами. На початок XXI століття в будівлі торговий центр «Кароліна Рієкська» знаходиться правління Приморсько-Горанської жупанії (англ. the seat of the Primorje-Gorski kotar County).
Фасад цього будинку архітектора Еміліо Амброзіні є одним з наймальовничіших фасадів у стилі Модерн в Рієці, тому, з плином часу, ця будівля стала причиною включення міста Рієка в асоціацію європейських міст в стилі Модерн (англ. the association of the European Art Nouveau cities).

## Галерея
Фотографії будівлі Торгового центру «Кароліна Ріекская» з боку вулиці Adamićeva:

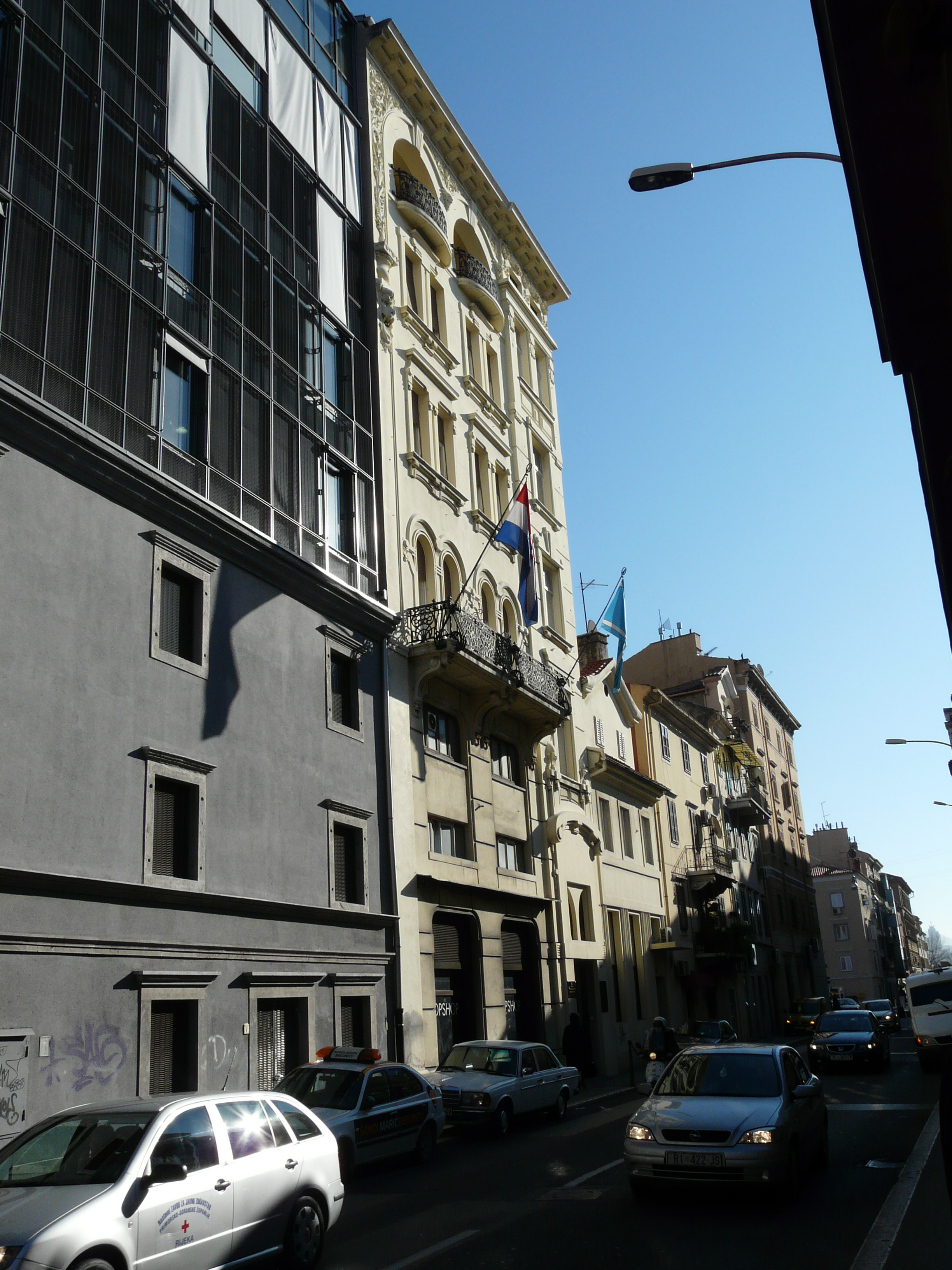
Будівля з боку вулиці Адаміяева, 10.
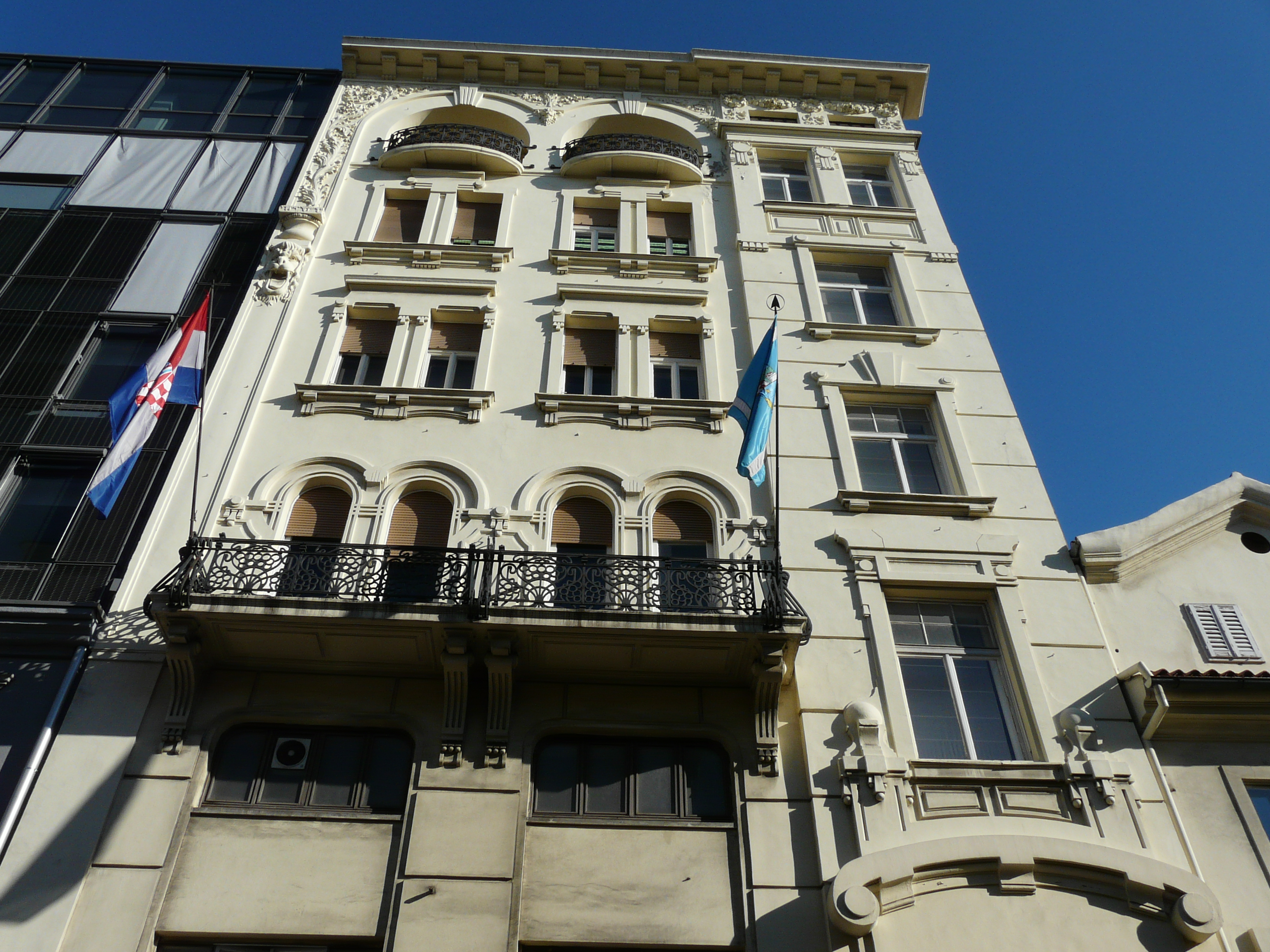
Верхня частина будівлі з боку вул. Адамічева.
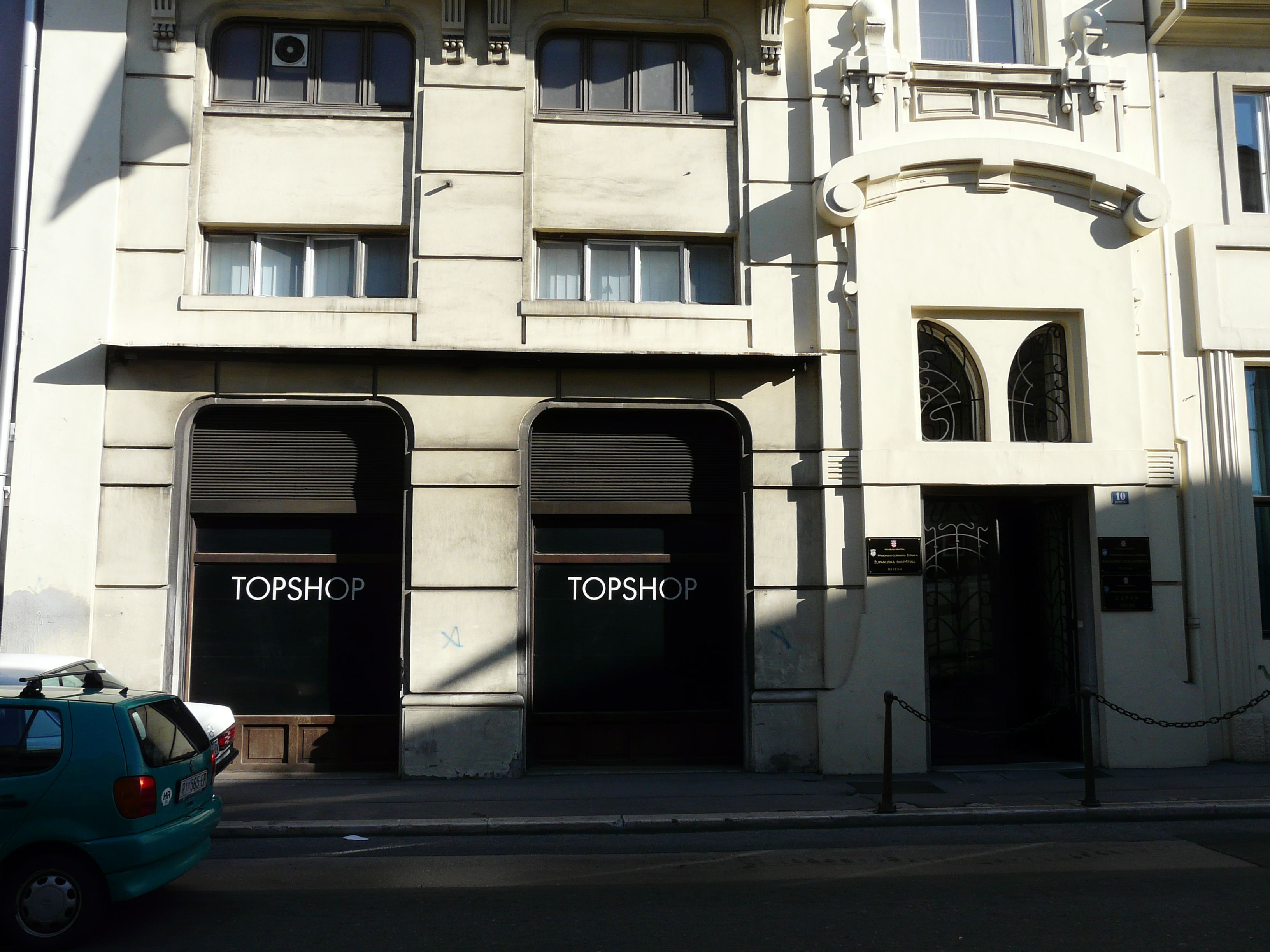
Нижня частина будівлі з боку вул. Адамічева.

 Вікісховище має мультимедійні дані за темою: Торговий центр Кароліна Рієкська